# 岡山市立京山中学校
岡山市立京山中学校（おかやましりつ きょうやまちゅうがっこう）は、岡山県岡山市北区にある公立中学校である。

## 概要
- 岡山市の西北に位置し、京山と半田山に囲まれ西は笹ヶ瀬川に接し、市の中心部でありながら自然豊かな環境にある北区津島京町に所在する。学区は、岡山大学をはじめとして大学が3校、高校が3校、小学校が3校ある。そして、総合運動公園もあり文教地区として古くから知られている。そのため、保護者・地域の方も教育・文化に対する関心と熱意は高く、連携を一層深めながら、地域に開かれた新しい特色ある学校づくりを目指している。[2][3]
- 岡山市立岡北中学校から分離し1974年に学校新設。学区上、岡山市立津島小学校/岡山市立伊島小学校の卒業生を主な入学者とし、卒業後は岡山5校（岡山朝日、岡山操山、岡山大安寺、岡山芳泉、岡山一宮）への進学者が多い。特に岡山朝日高校へは例年50名程度が進学する。
- 校訓は「自立と創造」、校歌は永瀬清子作詞、菱川欣三郎作曲。
- 京山中学校は生徒数が多いため、部活動も非常に活発で特にソフトテニス部は部員数100名を超える。また岡山県内の公立中学校で唯一空手道部を擁しており、ホームルームでは一定時間遠くを見つめることで生徒の視力維持に努めるという「遠方凝視」という取り組みも行っている。
- 陸上で全国中学校駅伝大会で２校目のアベック優勝を果たした。とても優秀な成績を残している。

## 行事
毎年、京山中学校の教育の一環として、学校全体で体育会や文化発表会が行われる。体育会は毎年5月に行われる。また以前は「総合文化発表（通称SKF）」を行っていたが、令和4年度より「文化発表会」として毎年9月に行われるようになった。文化発表会では、各学年、各クラス、部活動、委員会がステージ発表や展示、ワークショップを実施する。学年ごとの行事では、1年生は1学期に「閑谷研修」として閑谷学校へ向かう。2年生は、1学期に平和学習で広島市の原爆ドームや広島平和記念資料館などへ向かう。2学期に「職場体験学習」として3日間職場体験を行う。3年生は、修学旅行で東京方面へ向かう。

## 部活動

### 運動部
- 陸上部
- 野球部（軟式）
- サッカー部
- ソフトテニス部
- バレーボール部
- バスケットボール部
- 卓球部
- 空手道部
- 柔道部
- 剣道部
- 水泳部

### 文化部
- ダンス部
- 写真部
- 吹奏楽部
- 放送部
- 科学部
- 美術部

## 沿革
- 1974年（昭和49年）4月1日 岡山市立京山中学校を岡山市立岡北中学校に同居する形で設立。
- 1975年（昭和50年）4月1日 校舎完成に伴い、岡山市立岡北中学校から完全分離。
- 2024年（令和6年）4月22日 創立50周年を記念し、「京山中学校創立50周年記念式典」が行われる。

## 出身者
- 次長課長（井上聡・河本準一）
- 小野俊哉（ノンフィクション作家）
- 赤木野々花（NHKアナウンサー）
- 高橋勇利也（プロサッカー選手）

## 関係する小学校
- 岡山市立伊島小学校
- 岡山市立津島小学校

## 通学区域が隣接している学校
- 岡山市立岡北中学校
- 岡山市立岡山中央中学校
- 岡山市立石井中学校
- 岡山市立中山中学校
- 岡山市立香和中学校